# ۷ نوامبر
۷ نوامبر در تقویم گرگوری، سیصد و یازدهمین (در سال‌های کبیسه سیصد و دوازدهمین) روز سال است. ۵۴ روز تا پایان سال باقی است.

## رویدادها
- ۱۶۶۵ - آکسفورد گزت که بعدها با عنوان لندن گزت چاپ شد با عنوان قدیمی‌ترین روزنامه جهان که همچنان چاپ می‌شود برای اولین بار منتشر شد.
- ۱۸۹۳ - ایالت کلرادو آمریکا به عنوان دومین ایالت به زنان حق رای اعطا کرد.
- ۱۹۱۴ - نیو ریپابلیک هفته‌نامه‌ای آمریکایی با موضوع سیاسی و هنری برای اولین بار منتشر شد.
- ۱۹۱۶ - ژانت رانکین با انتخاب شدن به نمایندگی کنگره ایالات متحده از طرف ایالت مونتانا اولین زنی شد که به کنگره آمریکا راه یافته و همچنین تنها زنی شد که از طرف ایالت مونتانا نماینده شده‌است. او تنها شخص در کنگره آمریکا بود که با ورود ایالات متحده به جنگ‌های اول و دوم جهانی مخالفت کرد.
- ۱۹۱۷ - قوای بریتانیایی در جریان جنگ جهانی اول شهر غزه امپراتوری عثمانی را اشغال کردند.
- ۱۹۱۸ - کورت آیسنر ، خاندان ویتلسباخ حاکم بر بایرن را سرنگون کرد.
- ۱۹۲۹ - موزه هنر مدرن در نیویورک افتتاح شد.
- ۱۹۴۱ - در اثر غرق شدن کشتی بیمارستانی ارمنستان شوروی با حمله هواپیماهای آلمانی در طول جنگ دوم جهانی که حامل پناهجویان و زخمی‌های جنگ بود و به سمت سمت کریمه می رفت دست کم ۵۰۰۰ نفر کشته شدند.
- ۱۹۴۴ - فرانکلین روزولت برای چهارمین دوره به ریاست جمهوری ایالات متحده رسید که از نوع خود رکورد محسوب می‌شود.
- ۱۹۵۶ - در جریان بحران کانال سوئز مجمع عمومی سازمان ملل متحد با صدور قطعنامه‌ای از بریتانیا ، فرانسه و اسرائیل خواست فوراً نیروهای خود را از مصر خارج کنند.
- ۱۹۶۳ - ۱۱ معدنچی آلمانی پس از ۱۴ روز گرفتاری در معدن نجات یافتند.
- ۱۹۶۷ - کارل استوکس با رسیدن به مقام شهرداری کلیولند اولین آفریقایی-آمریکایی شد که به شهرداری یک کلان شهر ایالات متحده رسیده‌است.
- ۱۹۷۳ - کنگره ایالات متحده حکم وتوی رئیس جمهور ریچارد نیکسون بر قانون محدود کردن قدرت جنگی ریاست جمهوری که اختیار رئیس جمهور در اعلان جنگ بدون تصویب کنگره را محدود می‌کرد را باطل کرد.
- ۱۹۷۵ - در پی قیام مردم بنگلادش و همراهی سربازان ارتش به رهبری سرهنگ ابو طاهر ، سرتیپ خالد مشرف از ریاست حکومت عزل و کشته شد و سرلشکر ضیاء الرحمن فرمانده ارتش و رئیس جمهور آینده این کشور از حبس خانگی آزاد گردید. این روز هر ساله به عنوان روز انقلاب و اتحاد ملی گرامی داشته می‌شود.
- ۱۹۸۳ - در اثر انفجار بمبی در داخل کاخ کنگره آمریکا به کسی آسیبی نرسید اما ۲۵۰ هزار دلار به ساختمان خسارت مالی وارد شد.
- ۱۹۸۷ - زین العابدین بن علی دیکتاتور سابق تونس در کودتایی بدون خون‌ریزی حبیب بورقیبه رئیس جمهور را برکنار کرد و خود در این کشور به قدرت رسید.
- ۱۹۸۷ - اولین خطوط قطار شهری در سنگاپور افتتاح شد.
- ۱۹۸۹ - داگلاس ویلدر با تصاحب کرسی فرمانداری ایالت ویرجینیا در آمریکا اولین آفریقایی-آمریکایی شد که به فرمانداری یک ایالت در آمریکا رسیده‌است.
- ۱۹۸۹ - دیوید دینکینز به عنوان اولین آفریقایی-آمریکایی به مقام شهرداری نیویورک رسید.
- ۱۹۸۹ - ویلی اشتوف رئیس جمهور وقت آلمان شرقی در اعتراضات گسترده ضد دولتی به همراه کابینه دولتش از مقامشان استعفا دادند.
- ۱۹۹۰ - مری رابینسون به عنوان اولین زن به ریاست جمهوری جمهوری ایرلند رسید.
- ۱۹۹۱ - مجیک جانسون بسکتبالیست مشهور آمریکایی با اعلام این که به بیماری ایدز مبتلا شده‌است از بسکتبال خداحافظی کرد.
- ۱۹۹۶ - ناسا فضاپیمای نقشه بردار سراسر مریخ را به سمت این سیاره پرتاب کرد.
- ۲۰۰۰ - هیلاری کلینتون همسر بیل کلینتون رئیس جمهور وقت آمریکا با انتخاب به عنوان سناتور اولین بانوی اولی در ایالات متحده شد که به سمتی رسمی و عمومی دست یافته‌است.
- ۲۰۰۱ - سابنا خطوط هوایی ملی بلژیک ورشکست شد.
- ۲۰۰۲ - دولت صدام حسین دیکتاتور سابق عراق تبلیغات کالاهای آمریکایی را ممنوع اعلام کرد.
- ۲۰۰۴ - در پی عملیات نیروهای آمریکایی علیه مواضع شورشی‌ها در فلوجه دولت عراق اعلام ۹۰ روز وضعیت اضطراری کرد.
- ۲۰۰۷ - در تیراندازی در مدرسه جوکلا در فنلاند ۹ تن کشته شدند.
- ۲۰۱۲ - زلزله‌ای به بزرگی ۷٫۴ ریشتر در سواحل گواتمالا ۵۲ نفر را به کام مرگ کشاند.

## زادروزها
- ۶۳۰ - کنستانس دوم، امپراتور بیزانس
- ۱۸۷۹ - لئون تروتسکی، متفکر انقلابی روس.
- ۱۹۱۳ - آلبر کامو، نویسنده مشهور فرانسوی‌تبار و برنده جایزه نوبل ادبیات.
- ۱۹۸۸ - السا هوسک، مدل و بسکتبالیست سوئدی
- ۱۹۹۶ - لرد، (انگلیسی: Lorde) ، با نام اصلی الا یلیچ-اوکانر، خواننده و ترانه‌سرای نیوزیلندی

## درگذشت‌ها
- ۱۹۶۲ - آنا النور روزولت، همسر فرانکلین روزولت و اولین رئیس کمیسیون حقوق بشر سازمان ملل متحد.
- ۱۹۸۱ - ویل دورانت، فیلسوف، مورخ و نویسنده آمریکایی.
- ۲۰۱۳ - مانفرد رومل (انگلیسی: Manfred Rommel؛ زاده ۲۴ دسامبر ۱۹۲۸) وکیل اهل آلمان

## اعیاد
- روز انقلاب اکتبر[۱]